# Пози (округ)
По́зи (англ. Posey County) — округ в штате Индиана, США. Официально образован в 1814 году. По состоянию на 2010 год, численность населения составляла 25 910 человек.

## География
По данным Бюро переписи США, общая площадь округа равняется 1 086,040 км2, из которых 1 060,787 км2 суша и 25,253 км2 или 2,330 % это водоёмы.

## Климат
Климат в этой области характеризуется жарким влажным летом и, как правило, мягкой или прохладной зимой. Согласно системе классификации климата Кёппен, в округе Пози влажный субтропический климат, сокращенно обозначаемый аббревиатурой «Cfa» на климатических картах.

## Население
По данным переписи населения 2000 года в округе проживает 27 061 жителей в составе 10 205 домашних хозяйств и 7 612 семей. Плотность населения составляет 26,00 человек на км2. На территории округа насчитывается 11 076 жилых строений, при плотности застройки около 10,00-ти строений на км2. Расовый состав населения: белые — 97,97 %, афроамериканцы — 0,86 %, коренные американцы (индейцы) — 0,27 %, азиаты — 0,16 %, гавайцы — 0,00 %, представители других рас — 0,16 %, представители двух или более рас — 0,58 %. Испаноязычные составляли 0,44 % населения независимо от расы.
В составе 36,40 % из общего числа домашних хозяйств проживают дети в возрасте до 18 лет, 63,50 % домашних хозяйств представляют собой супружеские пары проживающие вместе, 7,80 % домашних хозяйств представляют собой одиноких женщин без супруга, 25,40 % домашних хозяйств не имеют отношения к семьям, 22,10 % домашних хозяйств состоят из одного человека, 10,00 % домашних хозяйств состоят из престарелых (65 лет и старше), проживающих в одиночестве. Средний размер домашнего хозяйства составляет 2,63 человека, и средний размер семьи 3,08 человека.
Возрастной состав округа: 27,30 % моложе 18 лет, 7,40 % от 18 до 24, 29,00 % от 25 до 44, 23,90 % от 45 до 64 и 23,90 % от 65 и старше. Средний возраст жителя округа 37 лет. На каждые 100 женщин приходится 99,10 мужчин. На каждые 100 женщин старше 18 лет приходится 96,30 мужчин.
Средний доход на домохозяйство в округе составлял 44 209 USD, на семью — 53 737 USD. Среднестатистический заработок мужчины был 39 084 USD против 23 996 USD для женщины. Доход на душу населения составлял 19 516 USD. Около 6,00 % семей и 7,40 % общего населения находились ниже черты бедности, в том числе — 8,50 % молодежи (тех, кому ещё не исполнилось 18 лет) и 10,00 % тех, кому было уже больше 65 лет.